# Matala (Angola)
Matala és un municipi de la província de Huíla. Té una extensió de 9.065 km² i 243.938 habitants segons el cens de 2014. Comprèn les comunes de Capelungo, Matala, Micosse i Mulondo. Limita al nord amb els municipis de Chicomba, a l'est amb els municipis de Jamba i Cuvelai, al sud amb els municipis d'Ombadja i Cahama, i a l'oest amb els municipis de Gambos, Quipungo i Caluquembe.
Està situat al llarg del riu Cunene, a una altitud d'aproximadament 1.300 metres sobre el nivell del mar. L'embassament de Matala, acabat en 1954 està localitzat en aquell punt al llarg del riu. Hi ha una estació del Caminho de Ferro do Namibe.